# Christian Gerber (Musiker)

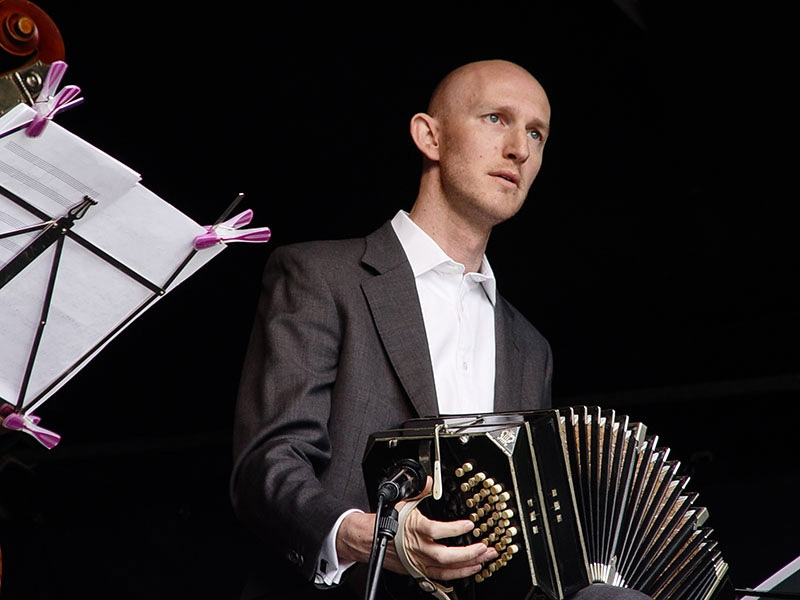
Christian Gerber beim Aarhus Jazz Festival 2015

Christian Gerber (* 29. Mai 1976) ist ein deutscher Bandoneonist und Tangomusiker. Neben seiner Konzerttätigkeit tritt er außerdem als Theaterkomponist, Theatermusiker, Arrangeur und Studiomusiker  in Erscheinung.

## Projekte
Mit seinem 2001 gegründeten „Quinteto Ángel“ gastierte er regelmäßig in  Europa und teilte die Bühne  mit  Tangomusikern wie Alberto Podestá, Juan José Mosalini, Alfredo Marcucci, Raúl Garello, Luis Stazo. Als Gast spielte er unter anderem  beim WDR Rundfunksinfonieorchester Köln, den Hamburger Symphonikern, der Staatsoper Hannover, den Hamburger Philharmonikern und dem Berliner Konzerthausorchester.
Neben dem Mitwirken an genreübergreifenden Projekten und Konzerten mit zeitgenössischer Musik schuf er Film- und Theatermusiken und -kompositionen (z. B. für das Deutsche Theater Berlin, die Schaubühne Berlin, das Hamburger Schauspielhaus). Seit 2003 spielt er gemeinsam mit der Gruppe „Tangocrash“ („Preis der Deutschen Schallplattenkritik 2008“, RUTH Preis „Newcomer“ 2005) und ist Teil der Gruppe „Stazo Mayor“ um Grammy-Preisträger Luis Stazo.
Mit der Geigerin und Bratschistin Isabelle van Keulen spielt er seit 2012 gemeinsam in dem „Isabelle van Keulen-Ensemble“, für das er auch arrangiert.
2015 war er Bühnenmusiker bei den Bad Hersfelder Festspielen (Komödie der Irrungen).

## Tonträger (Auswahl)
- 2004 Quinteto Ángel „Danzarín“
- 2004 Hyperion „Corso Buenos Aires“
- 2004 Transsylvanians „Igen!“
- 2005 Annett Louisan „Unausgesprochen“
- 2005 Tangocrash „Otra sanata“
- 2005 Herbert Grönemeyer + Berliner Ensemble Band „Leonce und Lena“, Hörbuch
- 2005 Julia Hülsmann Trio + Roger Cicero  „Good morning midnight“
- 2006 Claudia Pannone + Quinteto Ángel „Alma de Tango“ CD+DVD
- 2006 Quinteto Ángel „Sábado inglés“
- 2006 Das Schauspielhaus Hamburg „Schon aufgeregt?“
- 2007 Trio Stazo Mayor „A mi esposa“
- 2008 Tangocrash „Baila Querida“
- 2008 Sexteto Stazo Mayor „Tango con Pasion“
- 2008 6 Australes „Eclipse“
- 2009 Leandra Gamine „Lost in the Tango“
- 2009 Sabor a Tango „Made in Berlin“
- 2009 Quinteto Ángel „Final de fiesta“
- 2010 Marc Secada „…sings Bert Kaempfert“
- 2010 „Das Sandmännchen“ – Gremmy Studios, (Titellied gesungen von Anke Engelke)
- 2011 Trio Central „Falsa alarma“
- 2011 Annett Louisan „In meiner Mitte“ (Bonustitel: „Contenance“)
- 2012 Bodo Wartke „Klaviersdelikte“
- 2012 Anja Stöhr „Preciso instante“
- 2012 Eduardo Macedo „Infinita“
- 2013 Tangocrash „Accidente del Tango“
- 2013 Isabelle van Keulen Ensemble „Tango“
- 2013 Sabrina Ascacibar&Band „Bill&Eve“
- 2014 Quinteto Ángel „5 al Tango“
- 2015 Isabelle van Keulen Ensemble „Grand Tango“
- 2017 Anna Depenbusch „Das Alphabet der Anna Depenbusch"“
- 2018 Sexteto Cristal „Viento del norte“
- 2018 Isabelle van Keulen Ensemble „Ángeles y diablos“
- 2018 Martin Klett & friends „Lamento“
- 2021 Sexteto Cristal „Loca de amor“
- 2021 Quinteto Ángel „Alma, corazón y vida“
- 2022 Kammerakademie Neuss „Variations on Buenos Aires“
- 2022 Fatma Said „Kaleidoscope“